# Thomas Stockton

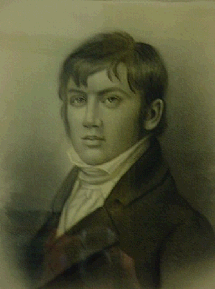

Thomas Stockton (1 de abril de 1781 - 2 de março de 1846) foi um político norte-americano que foi governador do estado do Delaware, no período de 1845 a 1846, pelo Partido Whig.